# Sant Bartomeu de Vilamitjana
Sant Bartomeu de Vilamitjana és una capella romànica de l'antic terme de Vilamitjana, situada 1,5 quilòmetres al nord de la vila closa del mateix nom, dalt d'un turó al vessant meridional de la Serra dels Nerets, en el paratge denominat com l'ermita, Sant Bartomeu.
Pertany a l'actual terme municipal de Tremp, de la comarca del Pallars Jussà.
Centrava una petita caseria que en el Fogatge del 1553 encara consta amb 4 focs (una vintena d'habitants).